# Kjetil Strand
Kjetil Strand, norveški rokometaš, * 2. oktober 1979.
Leta 2010 je na evropskem rokometnem prvenstvu z norveško reprezentanco osvojil 7. mesto.